# Dolça de Provença
Dolça de Provença (Gavaldà, Llenguadoc, v. 1095 - 1127) fou comtessa de Provença (1112-1127) i comtessa consort de Barcelona (1112-1127).

## Biografia
Dolça de Provença es casà amb Ramon Berenguer III, vidu dues vegades, el dia 3 de febrer de 1112 a Arle. Era filla de Gilbert de Millau o Gerbert de Gavaldà, vescomte de Millau, Gavaldà i del Carlat, mort assassinat cap al 1110, i de Gerberga de Provença, comtessa del comtat de Provença. Just abans del casament, la mare feu donació a la seva filla tant de tots els dominis que tenia sobre la Provença comtal com dels que regia com a usufructuària des de la mort del seu marit. El dia del casament, la donació es va fer extensiva al gendre, que a partir de llavors s'intitulà «comes Barchinonensis ac Provinciae».
D'aquest matrimoni nasqueren els fills següents: Ramon Berenguer IV, Berenguer Ramon I de Provença, Bernat, que se suposa que morí nen, i quatre filles, Berenguera de Barcelona, Estefania de Barcelona, Mafalda de Barcelona i Almodis de Barcelona. Berenguera es casà quan tenia uns dotze anys amb Alfons VII de Castella, Estefania es va casar amb Cèntul II de Bigorra, Mafalda es va casar, primer amb Jaspert II de Castellnou i, més tard, amb Guillem de Castellvell i Almodis amb Ponç II de Cervera.
Dolça visqué, com a comtessa de Barcelona i la Provença, nombroses i importants gestes guerreres. Entre les més notables, destaquen una expedició a Mallorca, l'enfrontament amb els almoràvits, que arribaren a assetjar Barcelona on vivia la comtessa i es diu que aquesta fugí a Provença creient la ciutat perduda; l'aproximació a la ciutat de Lleida, les discussions amb la casa de Tolosa per la reclamació de drets sobre la baixa Provença per part de Ramon de Baus, o la pèrdua de Carcassona. Però, Dolça també va presenciar accions diplomàtiques com la incorporació dels comtats de Besalú i de la Cerdanya amb les terres del Berguedà, el Capcir, el Conflent i el Donasà; el tractat de pau amb Bernat Ató, vescomte de Besiers, i amb Alfons Jordà de Tolosa; un conveni amb Gènova que facilità el comerç pel Mediterrani; la infeudació del comte de Barcelona, la seva família i dominis al papa; la donació als templers del castell de Granyena; la donació al bisbe Oleguer de l'arquebisbat de Tarragona; l'augment de patrimoni mitjançant la compra de castells o poblacions; la pràctica d'una política de subjecció amb juraments de fidelitats dels nobles més importants. Tot plegat contribuí a augmentar l'autoritat i el poder de Ramon Berenguer III.
El 1113, Dolça renuncià als seus béns i els cedí al seu marit. Ella es convertí en cosobirana i a partir d'aquell moment, quedà completament desdibuixada en la documentació. Només actuà durant un any mentre el comte era en la conquesta de Mallorca. No se sap quan va néixer ni quina edat tenia quan es va casar. Es dubta de la data de la seva mort, possiblement cap al 1127, i s'ignora on va tenir lloc el traspàs. Poca cosa es pot dir d'ella, malgrat la gran importància que tingué per a la casa de Barcelona aquest casament, que comportà el gaudi de terres riques i cobejades per diferents governs.

## Data d'assistència a un jurament
El 16 d'octubre de 1118 Bernat Berenguer de Perapertusa, fill de Constança, prestava jurament de fidelitat al comte Ramon Berenguer III de Barcelona, a la seva muller Dolça de Provença i als seus fills pel «castell de Montalbà (Castrum de Monte Albani) i totes les seves fortificacions (Fortitudines) que hi ha actualment o que seran millorades».